# Firifiri
Le firifiri ou beignet au lait de coco est une spécialité polynésienne qui accompagne le petit déjeuner traditionnel. La préparation de la pâte nécessite principalement de la farine, du sucre et du lait de coco. Les firifiri sont frits dans un bain d'huile durant 6 à 8 minutes avant d'être égouttés. Ils se dégustent chaud et se marient très bien avec les autres mets polynésiens.